# Avognan Nogboun
Avognan Nogboun, född 1954, är en friidrottare från Elfenbenskusten. Han deltog vid olympiska sommarspelen 1976 och olympiska sommarspelen 1984.